# Daniel O’Reilly (Politiker)
Daniel O’Reilly (* 3. Juni 1838 in Limerick, Irland; † 23. September 1911 in Bayville, New York) war ein US-amerikanischer Jurist und Politiker. Zwischen 1879 und 1881 vertrat er den Bundesstaat New York im US-Repräsentantenhaus.

## Werdegang
Daniel O’Reilly wurde wenige Wochen vor der Thronbesteigung von Victoria zu Königin von Großbritannien und Irland in Limerick geboren. Er verfolgte eine akademische Laufbahn. Seine Familie wanderte im Juli 1856 in die Vereinigten Staaten ein und ließ sich in Brooklyn nieder. Er war zwischen 1873 und 1875 und in den Jahren 1878 und 1879 Mitglied im Board of Aldermen von Brooklyn. Während dieser Zeit hielt er auch für kurze Zeit die Stellungen des President pro Tempore im Board of Aldermen und des kommissarischen Bürgermeisters der City.
Bei den Kongresswahlen des Jahres 1878 wurde O’Reilly als unabhängiger Demokrat im zweiten Wahlbezirk von New York in das US-Repräsentantenhaus in Washington, D.C. gewählt, wo er am 4. März 1879 die Nachfolge von William D. Veeder antrat. Er erlitt bei seiner Wiederwahlkandidatur im Jahr 1880 eine Niederlage und schied nach dem 3. März 1881 aus dem Kongress aus.
Danach studierte er Jura und begann nach dem Erhalt seiner Zulassung als Anwalt 1888 in Brooklyn zu praktizieren. Er war dann von 1898 bis zu seinem Tod am 23. September 1911 in Bayville für das Finanzamt für Verkehrsteuer (transfer tax department) in Kings County verantwortlich. Sein Leichnam wurde auf dem Holy Cross Cemetery in Flatbush beigesetzt.